# Jim Baxter
Pour les articles homonymes, voir Baxter.
Jim Baxter est un footballeur écossais né à Hill of Beath (en) dans la région de Fife le 29 septembre 1939 et mort à Glasgow le 14 avril 2001.

## Biographie
Jim Baxter s'initie au football dans l'équipe du Crossgates Primrose J.F.C. Il fait ses débuts au Raith Rovers Football Club. Le joueur, qui évolue au poste de milieu de terrain (wing half), dispute 254 matches et inscrit 24 buts pour les Glasgow Rangers. 
Il rejoint le club de Glasgow en 1960 pour la somme de 17 500 £, ce qui constitue alors un transfert record pour le championnat écossais. Cet argent sera utilisé par les Raith Rovers pour financer des travaux dans leur stade, le Stark's Park.
Baxter évolue également dans le championnat anglais, sous les couleurs de Sunderland, puis Nottingham Forest. Il dispute une dernière saison avec les Glasgow Rangers et met un terme à sa carrière en 1970 à l'âge de 30 ans.
Entre 1961 et 1967, il est sélectionné à 34 reprises en équipe d'Écosse.

## Style de jeu
Jim Baxter est considéré comme l'un des meilleurs footballeurs écossais de l'histoire. Il est reconnu pour son toucher de balle et sa qualité de passe,.

## Hommages

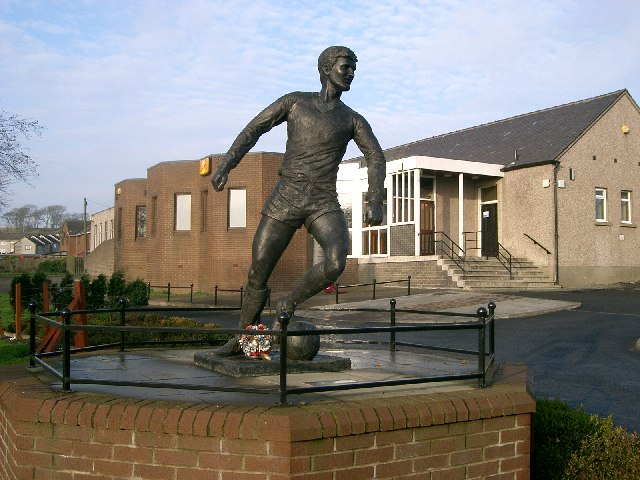
Statue de Jim Baxter à Hill of Beath.

En 2003, une statue l'effigie de Jim Baxter est érigée dans son village natal d'Hill of Beath (en). Elle est inaugurée en présence de Gordon Brown, alors Chancelier de l'Échiquier, et de personnalités du monde du football.
Il fait partie du Rangers FC Hall of Fame et du Scottish Football Hall of Fame, intronisé lors de son inauguration en 2004.

## Vie privée
Jim Baxter est également connu pour son style de vie dissolu. Il s'offre une Jaguar dès son arrivée à Glasgow et recherche la compagnie des groupies. Il souffre d'une addiction à la boisson et estime avoir perdu des sommes importantes au jeu. Baxter n'exprime pas de regrets à ce sujet, estimant avoir vécu comme il lui plaisait (« I did it all because I liked it. »).